# Single Top 100
De Single Top 100 is een Nederlandse hitlijst die gebaseerd is op audiostreams, verkopen van fysieke singles en verkopen van legale downloads. De lijst ging officieel van start op 1 mei 2004, maar is in wezen de voortzetting van de Nationale Hitparade en de Mega Top 100. Als zodanig is de lijst sinds jaren de belangrijkste concurrent van de Nederlandse Top 40.
Deze hitlijst is vooral bedoeld voor de muziekindustrie en hitparadeliefhebbers en is een van de drie officiële hitlijsten van Nederland. De andere twee zijn de Nederlandse Top 40 en de 538 Top 50; voor deze hitlijsten wordt echter ook airplay op de landelijke radiozenders meegerekend. De publieke hitlijst; de Mega Top 30 wordt niet meer meegerekend en is op vrijdag 2 september 2022 voor de laatste keer uitgezonden op NPO 3FM.

## Geschiedenis
De Single Top 100 heeft over de jaren heen veel verschillende voorlopers gehad. Dutch Charts toont in het archief van de Single Top 100 lijsten vanaf 10 maart 1956. Vanaf deze datum tot 25 mei 1957 worden hier de noteringen van de hitparade van het Elsevier Weekblad getoond. Deze hitparade veranderde maandelijks. Van 1 juni 1957 tot 21 mei 1960 wordt de hitlijst van Muziek Parade (eerste paar versies stonden bekend als Music Flash) in het archief getoond, wat eveneens een maandelijkse hitlijst was. Van 28 mei 1960 tot 11 juni 1961 zijn noteringen van de eerste wekelijkse lijst in het archief te vinden; de Fonogram Top 20. Deze werd op 17 juni 1961 opgevolgd door de Platennieuws Top 10 en wordt getoond tot 23 november 1963.
Het boek 50 jaar hitparade van Bart Arens uit 2014 noemt de Tijd voor Teenagers Top 10 als de eerste voorloper van de Single Top 100 die bij de publieke omroep te horen was. Deze lijst liep van 30 november 1963 tot 29 januari 1966. Al voor zijn einde, namelijk vanaf 30 oktober 1965, werd deze tot 16 mei 1969 opgevolgd door de Parool Top 20 (die lijst bestond tot augustus dat jaar).
De Parool Top 20 werd op zijn beurt weer in mei 1969 opgevolgd door de Hilversum 3 Top 30. In april 1971 veranderde de naam op initiatief van dj Felix Meurders in Daverende Dertig (ook wel: Daverende 30). Overigens werden aanvankelijk op de radio en in publicaties als Pop-Telescoop en diverse kranten ook namen gebruikt als Top 30 en Nationale Top 30, maar in mei 1973 bleef uiteindelijk de naam Daverende Dertig als enige over.
In juni 1974 wijzigde de naam in de Nationale Hitparade. In februari 1987 werd dit de Nationale Hitparade Top 100 en in december 1989 Nationale Top 100. Laatstgenoemde wijzigingen werden overgenomen door zowel de TROS als de uitgever van de gedrukte exemplaren. In publicaties bleef Buma/Stemra de lijst echter Nationale Hitparade noemen, vanaf 1985 aangevuld met de ondertitel Single(s) Top 50, later Single Top 100. 
Vanaf 7 februari 1993 werd de Nationale Top 100 voortgezet als de Mega Top 50. Per 4 januari 1997 werd de Mega Top 50 weer uitgebreid naar de Mega Top 100. Vanaf 4 januari 2003 werd de lijst voor 3FM weer verkort tot de Mega Top 50. Deze lijst bevatte tot 1 mei 2004 dezelfde noteringen als de bovenste 50 van de oorspronkelijke Mega Top 100. De Mega Top 50 werd uitgezonden op 3FM, terwijl de volledige lijst van 100 noteringen (inmiddels omgedoopt tot B2B Top 100) beschikbaar werd gesteld aan de platenindustrie en de platendetailhandel. 
Op 1 mei 2004 kwam er een scheiding tussen de beide hitlijsten. Vanaf die datum werden er airplaygegevens van verschillende radiozenders toegevoegd aan de Mega Top 50 (inmiddels Mega Top 30). De Mega Top 100, zonder airplaygegevens, is vanaf dat moment doorgegaan als de B2B Single Top 100. De Mega Top 30 en de B2B Single Top 100 delen dus tot 1 mei 2004 dezelfde hitgeschiedenis.
In 2003 stopte Mega Charts met het drukken van het gedrukte exemplaar. Het privé-initiatief Charts In Print zorgde voor een doorstart in de vorm van een gedrukt velletje van de verkorte lijst. Vanaf mei 2004 werden alleen de (3FM) Mega Top 50-lijsten afgedrukt. De B2B Single Top 100 kon vanaf dat moment alleen op internet geraadpleegd worden.
| Van              | Tot              | Naam van hitlijst                 |
| ---------------- | ---------------- | --------------------------------- |
| 10 maart 1956    | 25 mei 1957      | Elsevier Hitparade                |
| 1 juni 1957      | 21 mei 1960      | Muziek Parade                     |
| 28 mei 1960      | 11 juni 1961     | Fonogram Top 20                   |
| 17 juni 1961     | 23 november 1963 | Platennieuws Top 10               |
| 30 november 1963 | 23 oktober 1965  | Tijd voor Teenagers Top 10        |
| 30 oktober 1965  | 16 mei 1969      | Parool Top 20                     |
| 24 mei 1969      | 3 april 1971     | Hilversum 3 Top 30                |
| 3 april 1971     | 29 juni 1974     | Daverende Dertig                  |
| 29 juni 1974     | 10 juni 1978     | Nationale Hitparade (Top 30)      |
| 10 juni 1978     | 28 februari 1987 | Nationale Hitparade (Top 50)      |
| 28 februari 1987 | 16 december 1989 | Nationale Hitparade Top 100       |
| 16 december 1989 | 6 februari 1993  | Nationale Top 100                 |
| 7 februari 1993  | 28 december 1996 | Mega Top 50 (eerste maand Top 50) |
| 4 januari 1997   | 28 december 2002 | Mega Top 100                      |
| 4 januari 2003   | 1 mei 2004       | Mega Top 50 / B2B Top 100         |
| 1 mei 2004       | heden            | Single Top 100                    |

## Uitzending en presentatie

### Op de radio
De eerste uitzending, op vrijdag 23 mei 1969 van 12:00 tot 14:00 uur, werd gepresenteerd door Joost den Draaijer in VPRO-zendtijd op Hilversum 3 (en vanaf december 1970 in NOS-zendtijd).
Den Draaijer presenteerde de Hilversum 3 Top 30 tot 2 april 1971, waarna hij vertrok naar Radio Noordzee Internationaal. Eddy Becker en Felix Meurders vervingen hem bij afwezigheid (o.a. op 6 februari 1970 in een duopresentatie). Meurders werd de nieuwe presentator en doopte het programma om in de Daverende Dertig. De officiële naam bleef echter Hilversum 3 Top 30. Vanaf zaterdag 29 juni 1974 werd de naam Nationale Hitparade gehanteerd. In de periode 1974-1978 werd de lijst uitgezonden op de vrijdagmiddag tussen 16:00 en 18:00 uur. Vanaf maart 1979 was een korte periode de woensdagavond tussen 19:00 en 19:30 uur het uitzendtijdstip van de hitparade, omdat de vrijdagmiddag aan Veronica was toebedeeld daar deze inmiddels C-omroep was geworden. In het halfuur tussen De Avondspits en het begin van Langs de Lijn konden slechts enkele platen worden gedraaid en dat loste Felix Meurders op door luisteraars briefkaarten in te laten sturen met nummers die correspondeerden met de posities in de lijst die gedraaid moesten worden. Vervolgens trok hij uit de stapel inzendingen een kaart, waarna de plaat werd gedraaid.
Vanaf 1 april 1979 wordt de lijst voor het eerst uitgezonden op de zondag tussen 17:00 en 19:00 uur (later 18:00 en 20:00 uur). Het eerste uur werden de nieuwe binnenkomers en stijgers gedraaid en het tweede uur de hele top 15. Na bijna elf jaar presentatie was Meurders' laatste uitzending op zondag 3 januari 1982. Vervolgens werd op de daaropvolgende zondag (10 januari) het stokje overgenomen door Frits Spits.
Daarna kwam op woensdag 10 oktober 1984 de radio-uitzending in handen van Tom Blomberg. Hij was de vierde presentator en tevens de laatste voor de NOS: op woensdag 27 november 1985 presenteerde hij de laatste uitzending voor die omroep.
De TROS nam een week later het stokje over. Deze omroep had vanaf donderdag 3 oktober 1974 t/m 20 mei 1976 de tipplaat Alarmschijf, de Tipparade en de Nederlandse Top 40 uitgezonden, gepresenteerd door dj Ferry Maat. Daarna volgde vanaf Hemelvaartsdag 1976 de TROS Europarade en de Polderpopparade. Van 1 juni 1978 t/m 21 november 1985 had de TROS de TROS Top 50 uitgezonden. Vanaf donderdag 5 december 1985 kwam de presentatie van de Nationale Hitparade in handen van de TROS-diskjockeys Erik de Zwart en Ferry Maat. Op televisie presenteerde Erik de Zwart de hitlijst in het popprogramma Popformule van eind april 1984 tot eind april 1986 (vanaf 5 december 1985 werd de Nationale Hitparade gehanteerd wegens het stoppen van de TROS Top 50 per 28 november 1985). In juni 1986 volgde Jeroen Soer Erik de Zwart op die terugkeerde naar Veronica Radio 3.
Vanaf 1987 presenteerden Martijn Krabbé, Daniël Dekker en Peter Teekamp de lijst. Ook André van Duin, alias Tom Maat, heeft op 9 juli 1987 als invaller tussen 16:00 en 18:00 uur de dan Nationale Hitparade Top 100 gepresenteerd. Een andere invaller was dj Ad Roland.
Tot september 1993 bleef de hitlijst bij de TROS op de nu nieuwe vaste uitzenddag zondag. Alleen in de periode vanaf oktober 1993 tot half november 1993 werd de lijst, die inmiddels Mega Top 50 was gaan heten, tijdelijk verzorgd door andere omroepen. Dit was het gevolg van een conflict tussen de TROS, Veronica en de Stichting Mega Top 50 over de uitzendrechten. In eerste instantie was de hitlijst onderdeel van de programma's van Carola Hamer (VARA) en de Magic Friends (NCRV) op vrijdagmiddag. Vanaf half november tot eind december 1993 zond de TROS de hitlijst toch weer uit op de zondagmiddag op Radio 3. Vanaf zaterdag 1 januari 1994 nam dj Gijs Staverman namens Veronica en in samenwerking met de TROS (met TROS dj Daniel Dekker als eind redacteur) de presentatie van de hitlijst tussen 14:00 en 17:00 uur op zich, ditmaal niet alleen op Radio 3, maar ook op Nederland 2.
(NB: Veronica wilde in februari 1993 de lijst al gaan uitzenden op Radio 3, maar was gebonden aan een contract met de Stichting Nederlandse Top 40 waarin stond dat zij de Top 40 moest blijven uitzenden tot en met 18 december 1993.)
Nadat Veronica op vrijdag 1 september 1995 het publieke omroepbestel verliet en commercieel ging, kwam de lijst per zaterdag 2 september 1995 weer bij de TROS terecht.
Daniël Dekker presenteerde de hitparade vanaf dan nog een korte tijd met Thorvald de Geus, daarna met Edwin Diergaarde. Vanaf 1 mei 2004 wordt de Single Top 100 niet meer uitgezonden, maar wordt de speciaal voor NPO 3FM gemaakte Mega Top 50, met toegevoegde airplaygegevens, door de TROS (later AVROTROS) uitgezonden. Sinds zaterdag 7 september 2019 is laatstgenoemde hitlijst ingekort tot de Mega Top 30 en per eind januari 2022 is de nieuwe uitzenddag van de publieke hitlijst op de vrijdagmiddag tussen 16:00 en 18:00 uur en namens AVROTROS gepresenteerd door dj Olivier Bakker.

### Op televisie
Op televisie werd de lijst van 1974 tot 1978 en van 1982 tot 1988 gehanteerd door het popprogramma AVRO's Toppop en vanaf december 1985 t/m maart 1993 door de TROS in het popprogramma Popformule. Vanaf januari 1994 tot en met augustus 1995 werd de Mega Top 50 door dj Gijs Staverman namens Veronica gepresenteerd op Nederland 2.
Vanaf september 1999 maakte de Nederlandse variant van het popprogramma Top of the Pops in z'n bestaan gebruik van de Mega Top 100 en later van de bovenste 50 posities van de Single Top 100 (dus niet de Mega Top 50 op 3FM), totdat dat tv-programma door BNN en de NPO in 2006 werd gestopt. Ook het RTL 5-programma "Music World" gebruikte de hitlijst in 2007.

## Samenstelling
De lijst werd vanaf 4 december 1970 samengesteld door de NOS, vanaf 29 juni 1974 door Buma/Stemra en vanaf eind 1977 door Buro Intomart i.o.v. Buma/Stemra op basis van de 'dagboekmethode' waarbij verkopen per dag worden doorgegeven.
In de jaren 80 was de Nationale Hitparade een aparte non-profitactiviteit van Buma/Stemra. 
Tot 1987 bevatte de Nationale Hitparade de verkochte singles van één week. Vanaf 1987 dienden de verkochte aantallen van twee weken als basis voor deze lijst. Reden: de verschuivingen in de lijst waren te wispelturig voor de platenhandelaren. 
Vanaf 13 december 1989 gebeurde de samenstelling door Stichting Nationale Top 100, vanaf 7 februari 1993 door Stichting Mega Top 50, vanaf 4 januari 1997 door Stichting Mega Top 100 op basis van gescande barcodes. Hierbij werden tevens indexcijfers geïntroduceerd. 
Vanaf 1999 kwam de samenstelling in handen van Mega Charts BV (een gezamenlijk bedrijf van de Stichting Nederlandse Top 40 en de Stichting Mega Top 100). Nadat de Stichting Nederlandse Top 40 uit Mega Charts BV stapte, was het bedrijf alleen nog in handen van de Stichting Mega Top 100. Zij verkocht het aan GfK. De naam werd toen GfK Mega Charts. Sinds eind maart 2008 is de naam veranderd in GfK Dutch Charts. Zij stelt sindsdien de Single Top 100 en andere hitlijsten samen. De lijst wordt samengesteld in opdracht van NVPI Audio. Sinds 2014 zijn er formatteringsregels waarin exact wordt beschreven welke singles/tracks in aanmerking komen voor een notering in de lijst en op basis van welke verkopen/streams zij een notering kunnen krijgen. 

### Samenstellingsmethode
| 7 februari 1993  | - posities 1 t/m 50 gebaseerd op wekelijkse verkopen |
| 28 december 1996 | - posities 1 t/m 50 alleen gebaseerd op tweewekelijkse verkopen met de nadruk op de tweede (recentste) week - posities 51 t/m 100 gebaseerd op een mix van verkopen en airplay - vanaf positie 51 weegt airplay langzamerhand steeds zwaarder - top 50-hits worden verwijderd na één week verblijf op positie vanaf 75(!)                                               |
| 12 augustus 2000 | - posities 1 t/m 75 alleen gebaseerd op tweewekelijkse verkopen - posities 76 t/m 100 gebaseerd op een mix van verkopen en airplay - vaste verhouding 1 : 2 van verkoop : airplay - top 50-hits worden verwijderd na één week verblijf op positie vanaf 76 - tot 9 december 2000 konden airplayhits reeds worden genoteerd voordat de single commercieel was verschenen |
| 4 januari 2003   | - posities 1 t/m 50 alleen gebaseerd op tweewekelijkse verkopen - posities 51 t/m 100 gebaseerd op een mix van verkopen en airplay - vanaf positie 51 weegt airplay langzamerhand steeds zwaarder - top 50-hits worden verwijderd na één week verblijf op positie vanaf 76                                                                                              |
| 1 mei 2004       | - posities 1 t/m 50 weer gebaseerd op verkopen over één week - posities 51 t/m 100 gebaseerd op een mix van verkopen en airplay over twee weken - vanaf positie 51 weegt airplay langzamerhand steeds zwaarder - top 50-hits worden verwijderd na één week verblijf op positie vanaf 76 - meewegen airplaycijfers alleen bij verkopende singles                         |
| 6 mei 2006       | - posities 1 t/m 100 alleen gebaseerd op verkopen (met behoud van de terugkeerregel), maar nu inclusief legale downloadverkopen - voor een notering dient de fysieke single in de winkels beschikbaar te zijn (geweest) |
| 1 januari 2007   | - deze laatste regel wordt afgeschaft en singles kunnen nu ook binnenkomen op basis van alleen downloads - de verkopen van de volgende downloadplatforms worden meegenomen: iTunes, Radio 538, Tiscali, Free Record Shop, Music Store, Wanadoo, Planet Internet, Chello, MSN, Download.nl, Music Now, Countdownload.nl, Dance Tunes, TMF en MTV.                        |
| 6 juli 2013      | - ook muziekstreams van Spotify, Deezer, Ziggo Muziek en Xbox Music worden vanaf nu meegeteld bij de samenstelling van de Single Top 100. Een stream wordt gelijk gesteld aan 215 downloads. Betaalde streams tellen zwaarder dan streams die worden onderbroken door reclame (2,4:1) (gegevens 2024).                                                                  |
| 1 januari 2020   | - alleen de drie meest gestreamde tracks van een album komen in aanmerking voor een notering in de lijst |

Op 17 februari 2014 werd de lijst enigszins in diskrediet gebracht door het televisieprogramma Rambam van de VARA. Het programma liet zien dat de lijst door veel downloaden te manipuleren bleek. Harry Slinger werkte mee door zijn single Schijn 'n lichtje op mij in de hitparade te laten kopen. Het was in wezen oud nieuws, want al sinds het ontstaan van de lijst gaan al geruchten, dat de lijst beïnvloedbaar is. Het ging dan niet om manipulatief downloaden maar om inkopen van eigen singles/albums door artiesten zelf.

## Exemplaren
Van deze hitlijst verschenen ook gedrukte lijsten; om zo veel mogelijk een aaneengesloten periode te bestrijken, wordt een aantal belangrijke bronnen genoemd:
- 23 mei 1969 t/m 16 oktober 1970: geen gedrukt exemplaar
- in Poptelescoop (23 oktober 1970 t/m 14 april 1973)
- als gedrukt exemplaar: "Hilversum 3 Top 30" (21 april 1973-juni 1974) Particuliere uitgave van drukkerij Arno van Orsouw in Amsterdam.
- op het eenzijdig bedrukte exemplaar de Nationale Hitparade. Vanaf oktober 1974 was de kop: "Avro's Toppop presenteert de Nationale Hitparade" (29 juni 1974-november 1974?)
- als tweezijdig bedrukt exemplaar: "Nationale Hitparade" (5 september 1974-26 september 1975)
- in de Nationale Hitparadekrant (3 oktober 1975 t/m 31 december 1976)
- in Hitkrant (= opvolger van Nationale Hitparadekrant) (8 januari 1977-september 1978)
- als gedrukt exemplaar voor detaillisten (op A3-formaat, september 1978-oktober 1981)
- als gedrukt exemplaar voor detaillisten (oktober 1981-oktober 1985)
- als (langwerpig) gedrukt exemplaar (oktober 1985-december 1986)
- als exemplaar voor detaillisten (op A5-formaat: januari 1987 (?)-30 januari 1988, op A4-formaat: 7 februari 1988-23 december 1989)
- als gedrukt exemplaar: "Top-100 Hitlijst" (27 februari 1988-13 september 1988)
- in de (betaalde) uitgave "Top-100 Magazine" (20 september 1988-19 november 1988)
- als gedrukt exemplaar: "Nationale Top 100" (16 december 1989-1 april 1992)
- in de Nationale Top 100 Krant (8 april 1992-1 juli 1992)
- als gedrukt exemplaar voor detaillisten (A4-formaat) en tevens in Muziek & Beeld Info (juli 1992-februari 1993)
- als gedrukt exemplaar: "Top 50" (7 februari 1993-27 februari 1993)
- als gedrukt exemplaar: "Mega Top 50" (6 maart 1993-21 december 1996)
- als gedrukt exemplaar: "Mega Top 100" (4 januari 1997-3 juli 1999)
- in Charts: "Mega Top 100" (10 juli 1999-28 december 2002)
- in Charts (detaillistenexemplaar): "Mega Top 50" (11 januari 2003-26 april 2003)
- via het privé-initiatief "Charts In Print": "Mega Top 50" (3 mei 2003-1 mei 2004)

## Boeken
- Mega Charts - Jubileum Editie, Ed Hoogeveen, Kosmos-Z&K Uitgevers, 2004. ISBN 90 215 4020 7
- Mega Top 50 presenteert 50 jaar hitparade, Bart Arens, Edgar Kruize en Ed Adams, Uitgeverij Unieboek/Het Spectrum bv, Houten/Antwerpen, 2013. ISBN 978 90 00 33100 0

## Cd-rom
- Mega Hitparade, 1946-2006, Softmachine, 2006. ISBN 90-76725-15-2.

## Trivia
- In de allereerste Hilversum 3 Top 30 stond Desmond Dekker & The Aces op nummer 1 met de reggaehit The Israelites.
- Vanaf 9 oktober 1981 introduceerde Buma/Stemra een dagelijkse cumulatieve hitparade. Van deze dagelijkse Nationale Hitparade waren de top 3 en de grootste stijger (de "topsprinter") iedere maandag tot en met vrijdag (1981-1984) te horen in het radioprogramma De Avondspits. Dit was destijds een unicum in de hele wereld en het werd gewaardeerd door het publiek. Omdat er het te duur bleek voor zo'n instantie alleen werd dit initiatief in 1984 stopgezet.
- Op maandag en woensdag verschijnt er een tussentijdse cumulatieve Single Top 100 voor de betreffende week: de Trendlijst.
- Roller Coaster van Danny Vera is het langst genoteerde nummer in de Single Top 100,[9] eind juni 2023 193 weken. Hiervoor was dat Another Love van Tom Odell met 184 weken (eind juni 2023).[10]

## Nummer 1 in de Single Top 100-jaarlijsten
Op basis van behaalde aantal punten:
- 1969: Jane Birkin & Serge Gainsbourg - Je t'aime... moi non plus
- 1970: Golden Earring - Back home
- 1971: Les Poppys - Non, non, rien n'a changé
- 1972: Middle of the Road - Sacramento (A wonderful town)
- 1973: Sharif Dean - Do you love me
- 1974: George McCrae - Rock your baby
- 1975: George Baker Selection - Paloma Blanca
- 1976: ABBA - Dancing queen
- 1977: Long Tall Ernie and the Shakers - Do you remember

Bestverkochte singles per jaar:

(Vanaf 1978 worden de jaarlijsten van Buma/Stemra en GfK Dutch Charts uitsluitend op basis van de verkoopcijfers samengesteld. Vanaf 2007 tellen ook downloads van downloadplatforms mee en vanaf 2013 tellen ook muziekstreams van streamingplatforms mee voor het jaaroverzicht.)
- 1978: Boney M - Rivers of Babylon / Brown girl in the ring
- 1979: Art Garfunkel - Bright eyes
- 1980: Barbra Streisand - Woman in love
- 1981: Anita Meyer - Why tell me why
- 1982: Nicole - Ein bißchen Frieden / Een beetje vrede
- 1983: The Shorts - Comment ça va
- 1984: Danny de Munk - Ik voel me zo verdomd alleen
- 1985: USA For Africa - We are the world
- 1986: Europe - The final countdown
- 1987: Piet Veerman - Sailin' home
- 1988: Womack & Womack - Teardrops
- 1989: Kaoma - Lambada
- 1990: Sinéad O'Connor - Nothing compares 2 U
- 1991: Bryan Adams - (Everything I do) I do it for you
- 1992: Guns N' Roses - Knockin' on heaven's door
- 1993: René Klijn - Mr. Blue
- 1994: Marco Borsato - Dromen zijn bedrog
- 1995: Guus Meeuwis & Vagant - Het is een nacht... (Levensecht)
- 1996: Fugees - Killing me softly
- 1997: Elton John - Something about the way you look tonight / Candle in the wind '97
- 1998: Céline Dion - My heart will go on
- 1999: Lou Bega - Mambo no. 5 (A little bit of...)
- 2000: Jody Bernal - Qui si, Que no
- 2001: Starmaker - Damn (I think I love you)
- 2002: Las Ketchup - The ketchup song (Aserejé)
- 2003: Jamai - Step right up
- 2004: O-Zone - Dragostea din teï
- 2005: Artiesten Voor Azië - Als je iets kan doen
- 2006: Marco Borsato - Rood
- 2007: André Hazes & Gerard Joling - Blijf bij mij (Dit zijn voor mij de allermooiste uren)
- 2008: Amy MacDonald - This is the life
- 2009: Lisa - Hallelujah
- 2010: Yolanda Be Cool & DCUP - We no speak Americano
- 2011: Adele - Rolling in the deep
- 2012: Michel Teló - Ai se eu te pego!
- 2013: Avicii - Wake me up
- 2014: John Legend - All of me
- 2015: OMI - Cheerleader (Felix Jaehn remix)
- 2016: Drake feat. Kyla & Wizkid - One dance
- 2017: Ed Sheeran - Shape of You
- 2018: Calvin Harris & Dua Lipa - One Kiss
- 2019: Kris Kross Amsterdam x Maan x Tabitha ft. Bizzey - Hij is van mij
- 2020: The Weeknd - Blinding Lights
- 2021: Snelle & Maan - Blijven slapen
- 2022: Kris Kross Amsterdam x Antoon x Sigourney K - Vluchtstrook
- 2023: Libianca - People
- 2024: Joost - Europapa